# بيت النخيف (مدينة حجة)

تعديل مصدري - تعديل

بيت النخيف هي إحدى قرى عزلة عبس بمديرية مدينة حجة التابعة لمحافظة حجة، بلغ تعداد سكانها 143 نسمة حسب تعداد اليمن لعام 2004.